# Bambi. Eine Lebensgeschichte aus dem Walde

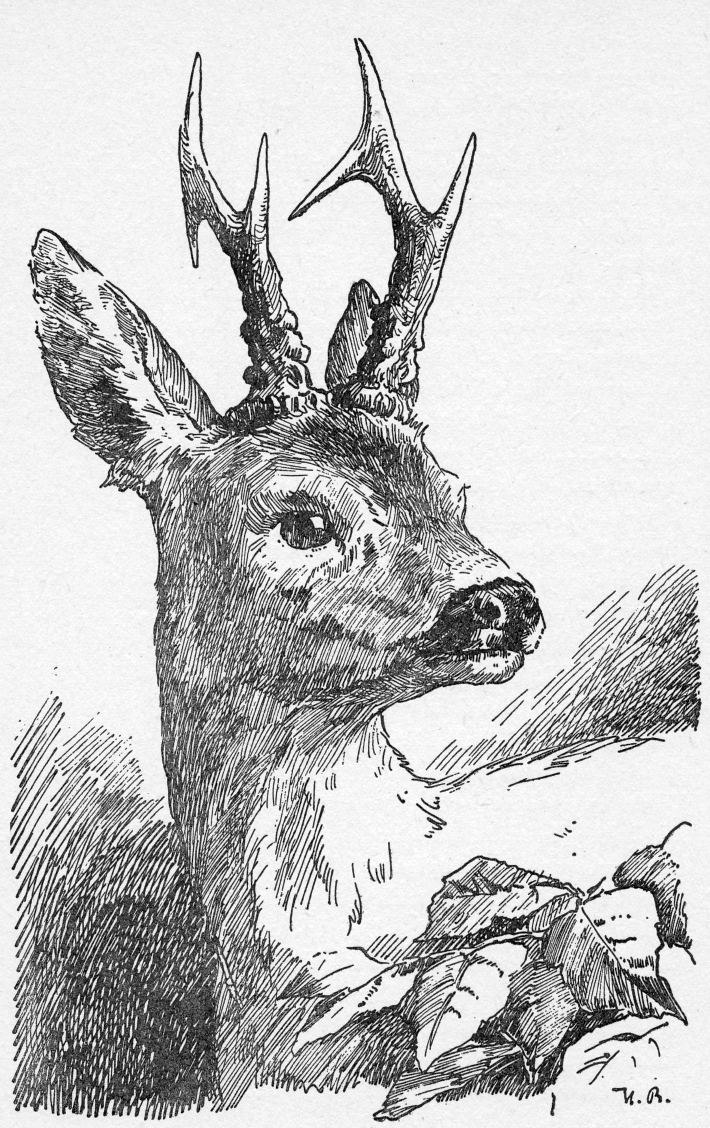
Bambi, gezeichnet von Hans Bertle für die Buchausgabe von Bambis Kinder (1940)

Bambi. Eine Lebensgeschichte aus dem Walde ist ein im Dezember 1922 erschienener, auf 1923 vordatierter Roman des österreichischen Schriftstellers und Jägers Felix Salten. Es handelt von einem jungen männlichen Reh namens Bambi und wurde 1928 unter dem Titel Bambi. A Life in the Woods ins Englische übersetzt und als Bambi 1942 von Walt Disney verfilmt.

## Handlung
Die Geschichte beginnt mit Bambis Geburt im schützenden Dickicht des Waldes. Noch jung und unerfahren, wird Bambi bald darauf von seiner Mutter in die Geheimnisse und auch Gefahren des Waldes eingewiesen. Bei seinem ersten Besuch auf der Wiese erfährt er von seiner Mutter ein wenig über die Gefahren des Lebens, als diese ihn hindert, ungestüm auf die Wiese zu laufen. Auf der Wiese lernt er auch seine spätere Freundin Faline und ihren schwächelnden Bruder Gobo kennen. Auch seinen Vater, der ihm zunächst unnahbar, majestätisch und übermächtig erscheint, sieht er zum ersten Mal auf der Wiese. Zu diesem Zeitpunkt weiß er aber noch nicht, dass der älteste und weiseste Rehbock des Waldes sein Vater ist.
Kurz darauf lernt Bambi auch die Gefahr durch die Menschen kennen, als er mit ansehen muss, wie ein unvorsichtiger Rehbock von einem Jäger erschossen wird. Der Jäger wird von den Tieren des Waldes voller Angst nur Er genannt und sie erzählen sich schreckliche Geschichten über sein Wirken. Er erscheint den Tieren wie ein Gott über Leben und Tod.
Bei einer Drückjagd verliert Bambi seine Mutter und ist von nun an auf sich allein gestellt. Auch der schwächliche Gobo fällt bei dieser Jagd scheinbar den Menschen zum Opfer, als er entkräftet zurückbleibt.
Als jungem Rehbock stehen Bambi etwa ein Jahr später neue Herausforderungen bevor. Er verliebt sich in seine Jugendfreundin Faline und muss sie gegen zwei Konkurrenten, Karus und Ronno, verteidigen. Auch fällt er beinahe einer Blattjagd zum Opfer. Im letzten Moment hilft ihm sein Vater und weist ihn auf die Gefahr hin.
Später kehrt auch unverhoffterweise Gobo zur Gruppe zurück. Er erzählt die phantastische Geschichte, wie Er ihn gefunden und gesundgepflegt hat. Fest davon überzeugt, dass Er ein gütiger Gott und er, Gobo, nun ein Auserwählter von Ihm sei, wird er aber von Bambis Vater als „Unglücklicher“ bezeichnet. Und in der Tat bezahlt der nun unvorsichtig gewordene Gobo wenig später seinen Hochmut mit dem Leben, als sein „Herr“ ihn nicht erkennt und erschießt.
Auch Bambi fällt beinahe Ihm zum Opfer und wird angeschossen, aber sein Vater hilft ihm, wieder auf die Beine zu kommen und in einen ruhigeren Waldteil zu fliehen, wo Bambis Schussverletzung abheilen kann.
Später hilft ihm sein Vater noch einmal. Er überzeugt Bambi davon, dass Er kein Gott ist und nicht über den Tieren steht. Vor einem toten Jäger stehend, entwickelt sich folgender Dialog:
„Siehst du wohl, Bambi“, sprach der Alte [Bambis Vater] weiter, „siehst du nun, dass Er daliegt, wie einer von uns? Höre Bambi, Er ist nicht allmächtig, wie sie sagen. Er ist es nicht, von dem alles kommt, was da wächst und lebt. Er ist nicht über uns! Neben uns ist Er wie wir selber, denn Er kennt wie wir die Angst, die Not, das Leid. Er kann überwältigt werden und dann liegt Er hilflos am Boden, so wie wir anderen, so wie du Ihn jetzt vor dir siehst.“

Eine Stille war.

„Verstehst du mich, Bambi?“ fragte der Alte.

Bambi erwiderte flüsternd: „Ich glaube …“

Der Alte gebot: „So sprich!“

Bambi erglühte und sprach bebend: „Ein anderer ist über uns allen … über uns und über Ihm.“

„Dann kann ich gehen“, sagte der Alte.
Daraufhin zieht sich Bambis uralter Vater zurück, um alleine zu sterben. Wie der Jäger ums Leben kam, bleibt im Buch ungeklärt. Jahre später ist Bambi nun der uralte Prinz des Waldes. Die Geschichte schließt damit, dass Bambi seinerseits zwei junge Rehkitze belehrt.

## Buch und Film
1942 wurde die Geschichte von Walt Disney als Zeichentrickfilm verfilmt. Da Buch und Film mit unterschiedlichen stilistischen Mitteln arbeiten und auch an unterschiedlichen Orten spielen, gibt es neben vielen Gemeinsamkeiten auch viele Unterschiede. Im Buch, das in Europa spielt, ist Bambi z. B. ein Reh, im Film aber, der in Nordamerika spielt, ein Weißwedelhirsch. Das Buch ist düsterer und stellenweise deutlich brutaler als der Film, obwohl auch Bambi als Disneys düsterster und ernsthaftester Zeichentrickfilm gilt. Das Original richtet sich eher an Erwachsene, der Disney-Film an Kinder und die gesamte Familie.
Bambis relativ unbeschwerte Kindheit ist in Buch und Film sehr ähnlich dargestellt, ebenso wie er Faline kennenlernt. Klopfer und Freund Eule aus dem Film sind z. B. in der Literaturvorlage Herr Hase und Herr Waldkauz. Auch der „Alte“ erscheint im Buch und im Film zunächst unnahbar und übermächtig, ist in entscheidenden Situationen aber stets an Bambis Seite.
Das Buch enthält wesentlich mehr Figuren und mehr kleine Abenteuer und Gespräche der Tiere untereinander. Disney musste sich für die Verfilmung auf die Hauptfiguren und die Haupthandlung konzentrieren und viele Textpassagen wortlos mit impressionistischen Farben und Musik darstellen. Dazu gehört z. B. Bambis Kampf mit Ronno, der im Buch sehr wortreich abläuft, im Film aber wortlos stattfindet, und wo Wut und Angriffslust nur durch blutrote, drohende Farbgebung dargestellt werden.
Viele Details des Buches finden sich auch im Film: das Frühlingsgewitter, Bambis ausgelassenes Toben auf der Wiese, die Verwechslung Schmetterling/Blume; im Film Schmetterling/Vogel, der harte Winter, der Tod eines Fasans, der in panischer Angst auffliegt und erschossen wird, und vieles mehr. Auch verliert Bambi im Buch und im Film seine Mutter durch Jäger.
Im letzten Drittel gehen Buch und Verfilmung aber weiter auseinander. Die Geschichte von Gobo fehlt im Film komplett. Dafür wütet bei Disney ein durch die Jäger ausgelöster Waldbrand, der im Buch nicht vorkommt. Aber sowohl im Buch als auch im Film wird Bambi angeschossen, und der Alte hilft ihm, wieder auf die Beine zu kommen.
Die Einstellung der Tiere zum Menschen ist unterschiedlich: Im Buch entstehen lange Gespräche über Ihn unter den Tieren, über sein Aussehen, seine Handlungen, seine Motivation, seine tödliche Kraft. Im Film sind Man (die Menschen) eine nie direkt gezeigte Gefahr, die mehr wie eine tödliche, höhere Naturgewalt von den Tieren gesehen wird und vor der man unbedingt fliehen muss, über die aber nicht diskutiert oder spekuliert wird.
Das Ende ist im Film wieder sehr ähnlich: Faline bekommt zwei Junge von Bambi. Bambis Vater gibt den „Stab“ an seinen Sohn weiter und zieht sich zurück.

## Weitere Bearbeitungen

### Hörspiele
- Hörspiel von 1950 (SWF):
Trotz einiger Abweichungen von der Vorlage bleibt die düstere Stimmung des Romans erhalten. Der junge Bambi wurde von Timm Elstner (später bekannt als Frank Elstner) gesprochen.[2][3]
- Hörspiel von 1951 (SWF):
Die „Bambi-Suite“ entstand durch Karl Sczuka, der bereits die Musik dazu komponiert hatte.
- Hörspiel von 1974 (BASF; Peggy-LP Nr. 63 152):[4]
Das Hörspiel „Bambi“ entstand unter der Regie von Michael Weckler, die Bambi-Stimmen von Carol Christiansen und Konrad Halver.[5]

### Andere Filme
- In Russland entstand der zweiteilige Märchenfilm Detstwo Bembi (1986)[6][7] und Junost Bembi (1987).[8]
- Bambi: Die Abrechnung, eine Horroradaption der Geschichte (2025)

### Weitere Bearbeitungen
- Bambi. Ballettmusik komponiert von Lydia Auster (Erstaufführung 1987)
- African Bambi. Dokumentarfilm von Alan Miller (2007)
- Bambi. Theaterstück von Oliver Schmaering (Uraufführung 2019)
- Bambi. Theaterstück von Joachim Robbrecht (Uraufführung 2019)
- Bambi & Die Themen. Theaterstück von Bonn Park (Uraufführung 2021)

## Einflüsse
Das Buch wie auch die Verfilmung von Bambi wurden verschiedentlich als Anti-Jagd-Erzählung rezipiert. Gleichwohl war der Autor Felix Salten selbst Jäger und hatte 15 Kilometer außerhalb Wiens ein eigenes Jagdrevier. Die Idee zu „Bambi“ kam Salten bei einer Jagdtour.

## Fortsetzung
Salten selbst schrieb mit Bambis Kinder eine Fortsetzung seines Romans, die im Jahre 1939 – zuerst auf Englisch – erschien. Die zwischenzeitlich erwachsenen Bambi und Faline haben Nachwuchs bekommen, die beiden Sprösslinge Geno und Gurri.
Geno und Gurri sind charakterlich sehr verschieden: Während die kleine Gurri durch ihre anfänglich ungestüme Art, häufig jede Gefahr missachtend, in viele gefährliche Abenteuer verstrickt wird und fast sogar das Schicksal von Gobo aus dem ersten Buch teilt, muss der eher ängstliche Geno eine gegenteilige Wandlung durchmachen, um mehr Mut und Vertrauen zu sich selbst und zu seinen Fähigkeiten zu finden. Wie schon sein Vater gegenüber ihm, erscheint nun Bambi als der große Prinz des Waldes gegenüber seinen Kindern. Bambi ist nun „der Alte“ des Waldes – alle Tricks und Kniffe kennend, die zum Überleben gehören. Er hat die stille, aber kraftvolle Art seines Vaters geerbt und ist zur Legende geworden, zu der seine beiden Kinder bewundernd aufschauen.
Obwohl die Fortsetzung gegenüber dem ersten Buch geschichtsmäßig nicht viel Neues liefert, ist beachtenswert, dass die Sicht auf den Menschen in dieser Fortsetzung nicht mehr wie im ersten Buch und auch der Disney-Verfilmung nur rein negativ ist. Der Mensch ist immer noch oft ein Jäger, ein namenloser Schrecken für die Rehe, aber manchmal auch ihr Retter und Beschützer. Teilweise wird die Geschichte nun auch aus Sicht der Menschen sowie der Raubtiere erzählt und ihre Handlungen dem Leser klarer dargelegt. So werden Fuchs und Marder nun genauer und auch vorurteilsfreier vorgestellt. Die Handlungen der Raubtiere und der jagenden Menschen sind den Rehen zwar immer noch ein Schrecken, diese werden aber nun klarer in den Zyklus der Natur eingebracht dargestellt.

## Ausgaben

### Bambi
- Bambi. Eine Lebensgeschichte aus dem Walde. Ullstein, Berlin 1923. (Erste Ausgabe, 186 Seiten.)
- Bambi. Eine Lebensgeschichte aus dem Walde. Paul Zsolnay, Wien 1926. (210 Seiten.)
- Bambi: A Life in the Woods. Simon & Schuster, New York 1928. (Amerikanische Ausgabe, übersetzt von Whittaker Chambers, illustriert von Kurt Wiese.)
- Bambi. Eine Lebensgeschichte aus dem Walde. Mit 118 Federzeichnungen von Hans Bertle. Albert Müller, Rüschlikon 1940; Neuausgabe: Unionsverlag, Zürich 2012, ISBN 978-3-293-00449-8.
- Bambi. Eine Lebensgeschichte aus dem Walde. Mit 8 farbigen Tafeln nach Walter Linsenmaier. Albert Müller, Zürich, 1946.
- Bambi. Eine Lebensgeschichte aus dem Walde. Illustriert von Elly Miltner. Buchgemeinschaft Jung-Donauland, Wien, 1962.
- Bambi: A Life in the Woods. Knight Books, London 1967. (Britische Ausgabe, übersetzt von Whittaker Chambers, illustriert von Maurice Wilson)
- Bambi. Eine Lebensgeschichte aus dem Walde. Bambis Kinder: Eine Familie im Walde. Illustrationen und Schutzumschlag von Hans K. Stöckl. Buchgemeinschaft Donauland, Wien, 1972.
- Bambi : eine Lebensgeschichte aus dem Walde, mit einem Vorwort von Charlotte Ueckert, Hamburg : Input-Verlag, 2022, ISBN 978-3-941905-48-1

### Bambis Kinder
- Bambi’s Children: The Story of a Forest Family. Translation by Barthold Flies, edited by R. Sugden Tilley. Illustrated by Erna Pinner. Grosset & Dunlap, New York, 1939. (Kam zuerst auf Englisch heraus, mit vielen Modifikationen.)
- Bambis Kinder. Eine Familie im Walde. Mit 18 ganzseitigen Federzeichnungen von Hans Bertle. Albert Müller, Rüschlikon 1940; Neuausgabe: Unionsverlag, Zürich 2013, ISBN 978-3-293-00456-6.